# Puget Sound
Puget Sound er en fjord i staten Washington, USA. Den er del af det langt større Salish Sea som danner grænse mod Canada.

## Geografi
Puget Sound består af i alt fem bassiner; Admiralty Inlet, Hood Canal, Whidbey Basin, Central Basin (eller Main Basin) og South Basin.  

## Transport
Havnebyen Seattle er den største by i Staten Washington og den ligger ved Elliott Bay, en større bugt i Puget Sound. Blandt andet derfor er der en stor skibstrafik på Puget Sound, med transport af både gods og passagerer. Den lokale skibstrafik servicerer de mange små øer og halvøer i fjorden.
I alt tre broer krydser Puget Sound. Deception Pass Bridge i det aller nordligste af Whidbey Basin forbinder Fidalgo Island og Whidbey Island. Hood Canal Bridge forbinder Kitsap halvøen med Olympic-halvøen. Tacomaa Narrows Bridge forbinder byen Tacoma med Kitsap halvøen i syd.

## Naturen
Både Puget Sound og Lake Washington øst for Seattle har et rigt fugleliv. Her kan man blandt andet opleve havørne (seahawks), der har givet navn til den amerikanske fodboldklub Seattle Seahawks. Der arrangeres hvalsafari flere steder.
47°49′59″N 122°26′06″V / 47.8331°N 122.435°V